# Gare de Vép
La gare de Vép (en hongrois : Vép vasútállomás) est une halte ferroviaire hongroise, située à Vép.